# Abwärts (1927)
Abwärts (Originaltitel: Downhill) ist ein britisches Filmdrama von Alfred Hitchcock aus dem Jahr 1927. Er basiert auf mehreren Theatersketchen von Constance Collier und Ivor Novello (unter dem Pseudonym David L’Estrange).

## Handlung
Der Londoner Internatsschüler Roddy Berwick wird zu Unrecht bezichtigt, ein Mädchen geschwängert zu haben. Tatsächlich deckt er einen Jugendfreund aufgrund eines alten Treueschwurs. Er wird des Internates verwiesen und von seinem Vater verstoßen. Roddy verlässt seine Heimat und heiratet eine Tänzerin, die ihn um sein Vermögen bringt und eine frühere Affäre mit einem anderen Mann weiterführt. Er wird Gigolo im Pariser Moulin Rouge. Es geht weiter abwärts mit ihm, bis er krank in einer Marseiller Absteige landet. Einige Matrosen bringen ihn auf ein Schiff nach London. Daheim angekommen stellt sich seine Unschuld heraus und sein Vater nimmt ihn wieder als Sohn auf.

## Hintergrund
Mit seinem vierten Spielfilm erfüllte Hitchcock seine Vertragspflicht gegenüber Michael Balcon, nachdem er bereits bei British International Pictures unterschrieben hatte. Der Film ist eine Theateradaption, was Hitchcock rückblickend als Fehler bezeichnete, da die künstlerischen Möglichkeiten bei der filmischen Umsetzung von Bühnenstücken in Stummfilme wenige Freiräume boten. Der Film ließ sich allerdings im Fahrwasser des brillanten Vorgängerfilms Der Mieter und aufgrund Hitchcocks steigender Popularität recht gut verkaufen. 
Interessant ist der Film aufgrund der Verwendung mehrerer typisch Hitchcockscher Motive: der unschuldige Verdächtige, die Schuldübertragung und das Spiel mit religiösen Motiven, in diesem Fall das des verlorenen Sohns. Hitchcock betrachtete diesen Film hauptsächlich als Fingerübung, und so finden sich in Abwärts auch diverse in seinem späteren Werk wiederkehrende Stilelemente wieder.
Am 31. Juli 2015 erschien der Film in Deutschland auf DVD und Blu-Ray.

## Kritik
Der englische Kritiker und Hitchcock-Biograph John Russell Taylor schrieb 1978: „Als Downhill entstand, arbeitete im ganzen britischen Film niemand mit einer so filmischen Phantasie, erzählte kein anderer einen Film mit dieser zupackenden und faszinierenden Beherrschung filmischer Möglichkeiten. Ja, man hatte das Gefühl, Hitch konnte gar nicht anders, nicht einmal bei einem Thema, das ihm überhaupt nicht lag.“